# Bartsia peruviana
Bartsia peruviana là loài thực vật có hoa thuộc họ Cỏ chổi. Loài này được Walp. mô tả khoa học đầu tiên năm 1843.